# L'Étang de Nules
L'Étang de Nules ((Marjal de Nules en valencien; en catalan : L'Estany de Nules) est un site d'importance communautaire situé sur la commune de Nules i Burriana, dans la région de la Plana Baixa, dans la province de Castellón (Communauté valencienne, Espagne). La réserve naturelle couvre une superficie de 644,39 ha cet espace est un havre de paix exceptionnel pour les oiseaux et est un important lieu de migrations en hiver. Cet espace appartient aussi à Natura 2000 (espace ES5222005 "Marjal de Nules") et a été approuvée en juillet 2001.

## Galerie

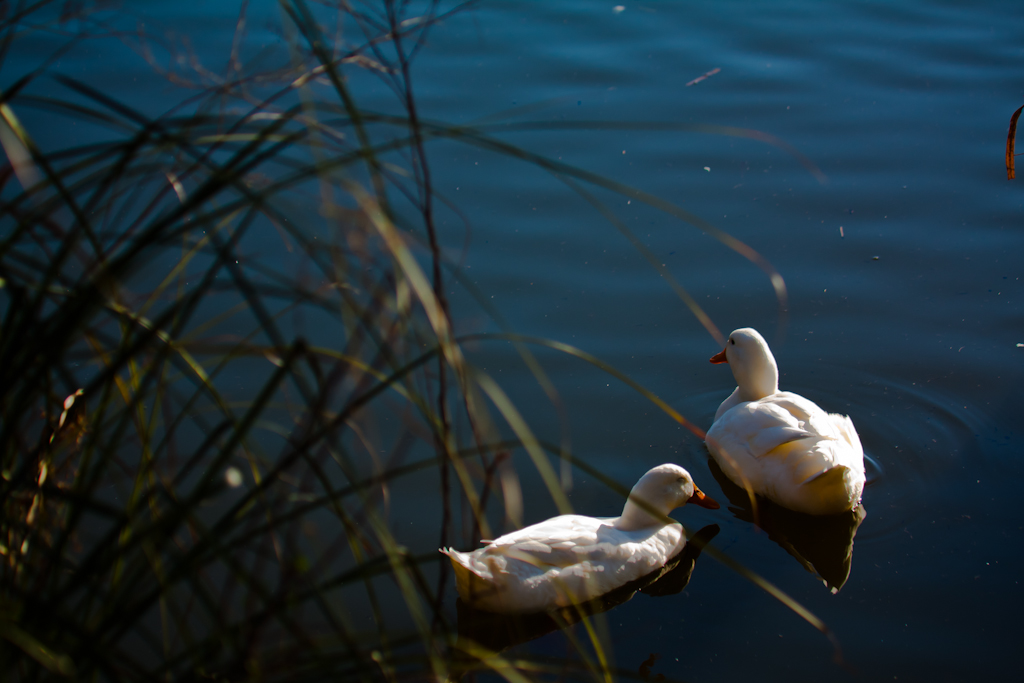
L'Étang de Nules.
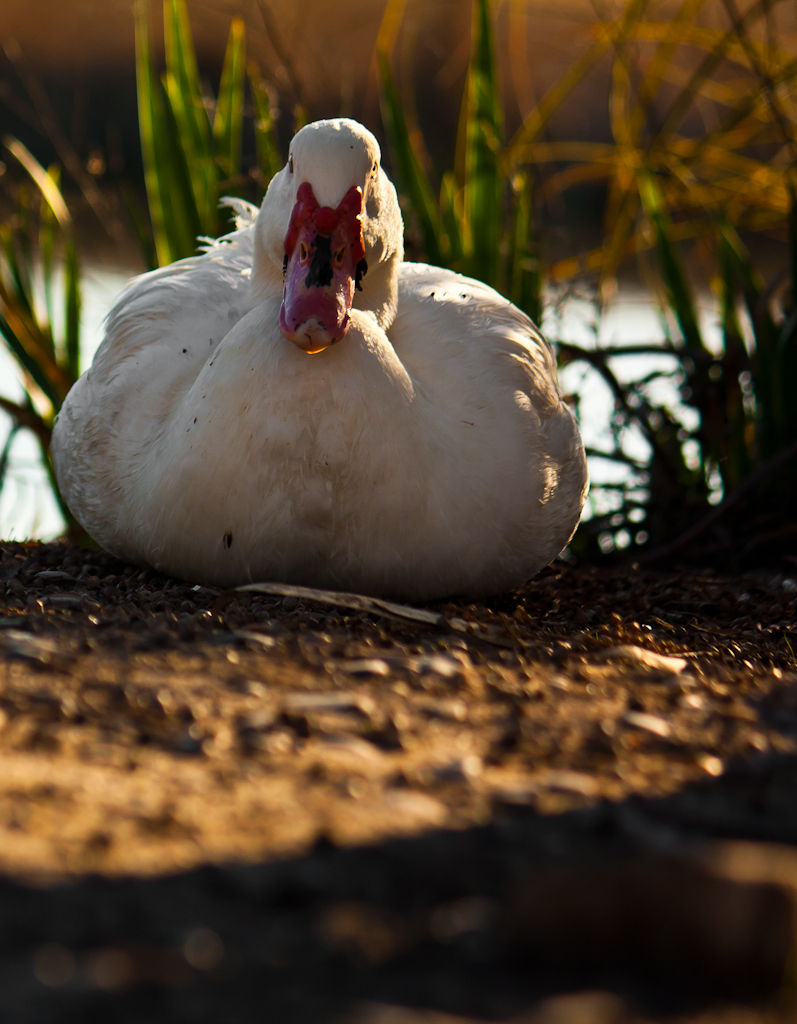
L'Étang de Nules.
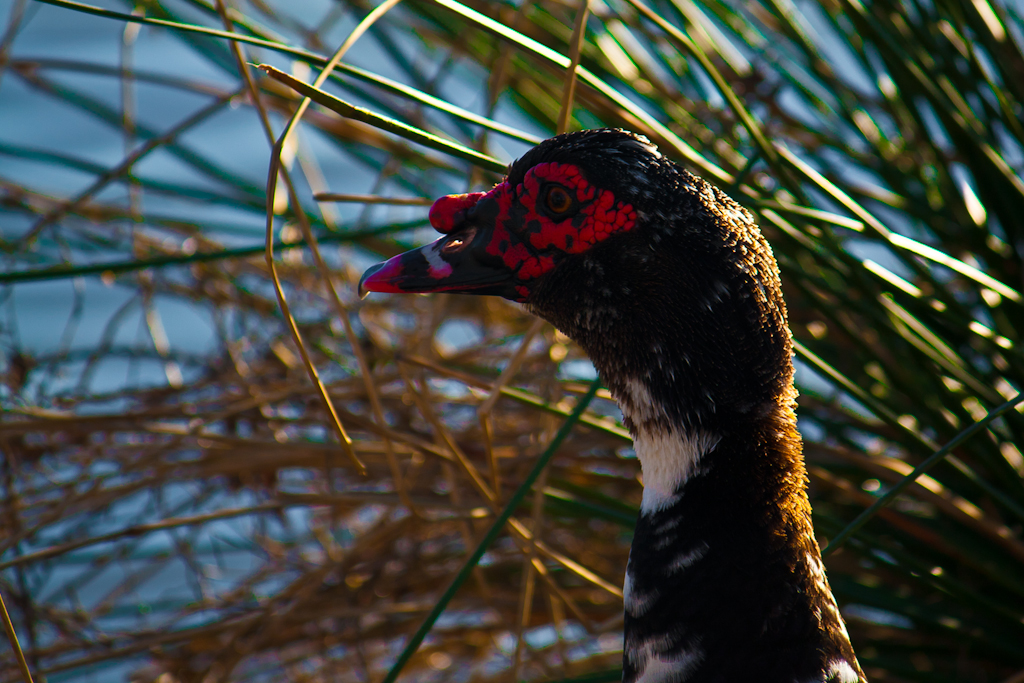
L'Étang de Nules.
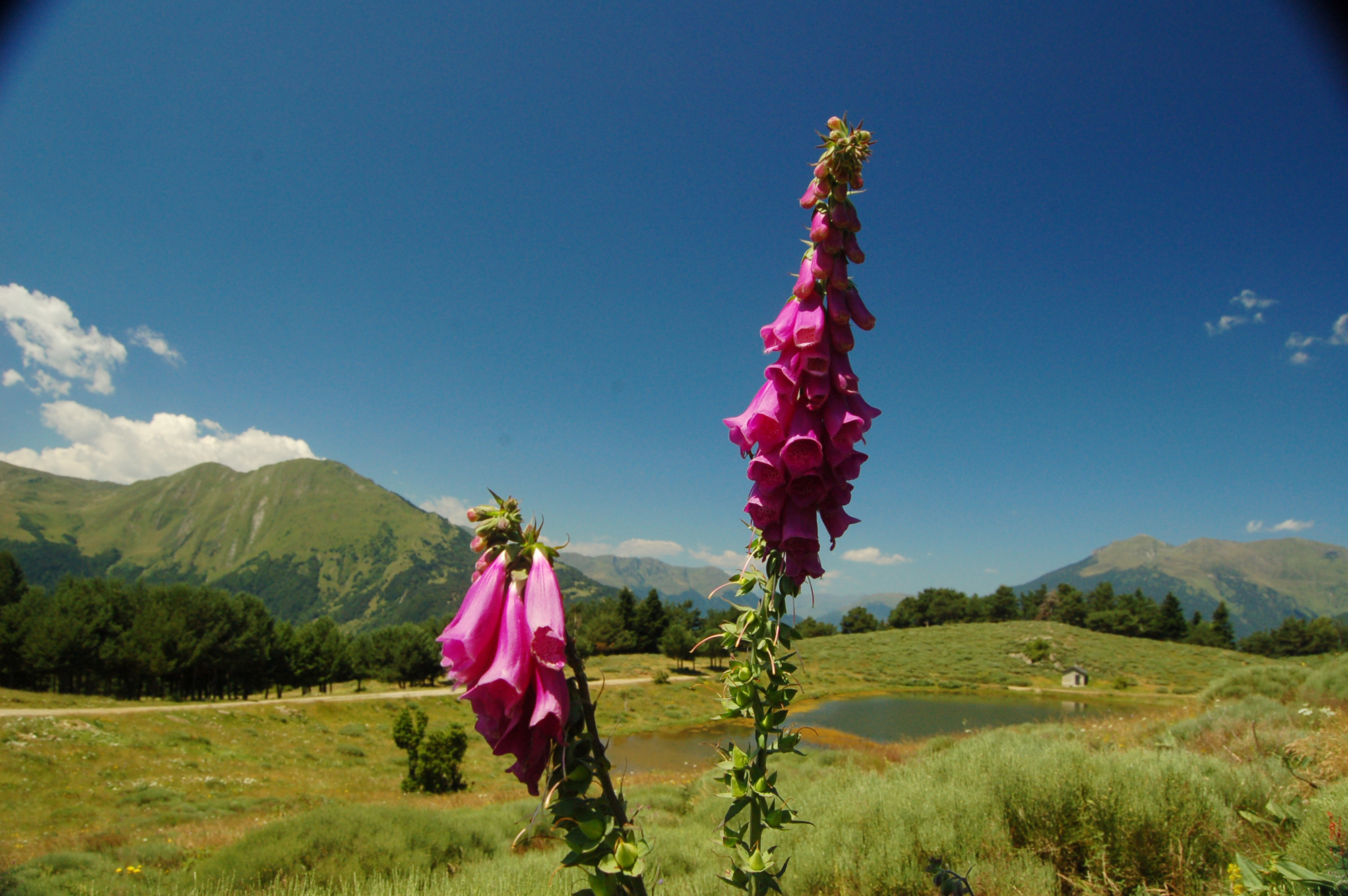
Plante a l'ètang de Vielha.